# Limnophila charon
Limnophila charon är en tvåvingeart som beskrevs av Alexander 1937. Limnophila charon ingår i släktet Limnophila och familjen småharkrankar. Inga underarter finns listade i Catalogue of Life.